# Alfeig (Eslida)
Alfeig és un despoblat del terme municipal d'Eslida, a la comarca de la Plana Baixa, enclavat a la serra d'Espadà, a València.
Tot i ja no quedar restes d'aquest antic poblament morisc, la toponímia s'ha encarregat de fossilitzar la seua ubicació. Així doncs, estigué situat a l'actual partida de l'Horta d'Alfeig, no gaire lluny de la coneguda font de Matilde i del mateix nucli urbà d'Eslida.
L'origen del nom del poblament fa palesa la seua fundació musulmana, ja que Alfeig significa en la llengua dels mahometans "al peu de la muntanya"